# 調布車站
調布車站（日语：／ Chōfu eki */?）是一個位於東京都調布市布田四丁目，屬於京王電鐵的鐵路車站。車站編號是KO18。
此站是京王線與相模原線的分岐站。

## 概要
此站是京王線的主要車站，所有列車全停。相模原線以本站為起點。
2012年8月19日完成地下化，解決過去京王線下行列車與相模原線上行列車因平面交差影響雙方行駛的情形（類似情形還有京成電鐵的青砥站與京濱急行電鐵的京急蒲田站）。

## 歷史
- 1913年（大正2年）4月15日 - 京王電氣軌道開設調布站。
- 1916年（大正5年）6月1日 - 本站 - 多摩川原站（現在京王多摩川站）間的分岐線通車。
- 1944年（昭和19年）5月31日 - 與東京急行電鐵（大東急）合併，為京王線車站。
- 1948年（昭和23年）6月1日 - 京王帝都電鐵脫離東急，為京王所屬車站。
- 1953年（昭和28年）12月10日 - 移至現址。
- 2001年（平成13年）3月27日 - 成為準特急停車站。
- 2008年（平成20年）
  - 9月14日 - 臨時橋上站房啟用。
  - 11月16日 - 東口全日開放。
- 2012年（平成24年）
  - 8月19日 - 連續立體交差事業完成，成為地下車站。
  - 9月1日 - 月台門啟用。
- 2013年（平成25年）2月22日 - 導入車站編號KO 18。

## 車站構造
調布車站為雙層島式月台共2面4線的地下車站。地下2層與地下3層為月台層，剪票口（東口、中央口）與車站事務室位於地下1層。
隨著2012年8月19日地下化，與國領站、布田站成為京王電鐵與京王線最早引進月台門的車站。同時，該日的列車接近音樂是使用以調布市為舞台的NHK連續電視小說《鬼太郎之妻》主題歌《感謝》（生物股長）。

### 月台配置
| 月台                | 路線     | 方向 | 目的地                                 |
| ------------------- | -------- | ---- | -------------------------------------- |
| 下行月台（地下2樓） |          |      |                                        |
| 1、2                | 京王線   | 下行 | 京王八王子、高尾山口、多摩動物公園方向 |
| 1、2                | 相模原線 | -    | 京王多摩中心、橋本方面                 |
| 上行月台（地下3樓） |          |      |                                        |
| 3、4                | 京王線   | 上行 | 明大前、笹塚、新宿、新宿線方向         |

## 利用狀況
2016年度1日平均上下車人次為119,639人。在京王電鐵車站中僅次於新宿站、澀谷站、吉祥寺站、下北澤站，也是使用者最多的京王電鐵單獨車站。
| 年度               | 1日平均 上下車人次 | 1日平均 上車人次 | 來源   |
| ------------------ | ------------------ | ---------------- | ------ |
| 1948年（昭和23年） | 5,800              |                  |        |
| 1955年（昭和30年） | 11,510             |                  |        |
| 1960年（昭和35年） | 20,368             |                  |        |
| 1965年（昭和40年） | 38,239             |                  |        |
| 1970年（昭和45年） | 57,506             |                  |        |
| 1975年（昭和50年） | 74,157             |                  |        |
| 1980年（昭和55年） | 76,584             |                  |        |
| 1985年（昭和60年） | 83,156             | 41,805           |        |
| 1990年（平成02年） | 100,607            | 50,842           | [ 11 ] |
| 1991年（平成03年） |                    | 52,306           | [ 12 ] |
| 1992年（平成04年） |                    | 52,951           | [ 13 ] |
| 1993年（平成05年） |                    | 52,778           | [ 14 ] |
| 1994年（平成06年） |                    | 53,430           | [ 15 ] |
| 1995年（平成07年） | 106,933            | 54,346           | [ 16 ] |
| 1996年（平成08年） |                    | 54,301           | [ 17 ] |
| 1997年（平成09年） | 106,859            | 54,321           | [ 18 ] |
| 1998年（平成10年） | 106,825            | 54,201           | [ 19 ] |
| 1999年（平成11年） | 106,189            | 53,933           | [ 20 ] |
| 2000年（平成12年） | 106,259            | 53,659           | [ 21 ] |
| 2001年（平成13年） | 108,354            | 54,316           | [ 22 ] |
| 2002年（平成14年） | 107,681            | 53,591           | [ 23 ] |
| 2003年（平成15年） | 108,164            | 54,090           | [ 24 ] |
| 2004年（平成16年） | 108,438            | 54,203           | [ 25 ] |
| 2005年（平成17年） | 109,956            | 54,612           | [ 26 ] |
| 2006年（平成18年） | 110,723            | 54,722           | [ 27 ] |
| 2007年（平成19年） | 114,647            | 57,029           | [ 28 ] |
| 2008年（平成20年） | 116,432            | 58,022           | [ 30 ] |
| 2009年（平成21年） | 115,654            | 57,675           | [ 31 ] |
| 2010年（平成22年） | 114,906            | 57,333           | [ 32 ] |
| 2011年（平成23年） | 113,423            | 56,586           | [ 33 ] |
| 2012年（平成24年） | 113,385            | 56,572           | [ 34 ] |
| 2013年（平成25年） | 115,061            | 57,370           |        |
| 2014年（平成26年） | 115,238            | 57,057           |        |
| 2015年（平成27年） | 117,781            | 58,416           |        |
| 2016年（平成28年） | 119,639            |                  |        |

## 車站周邊
站前北口、南口皆有圓環，有許多路線巴士停靠。

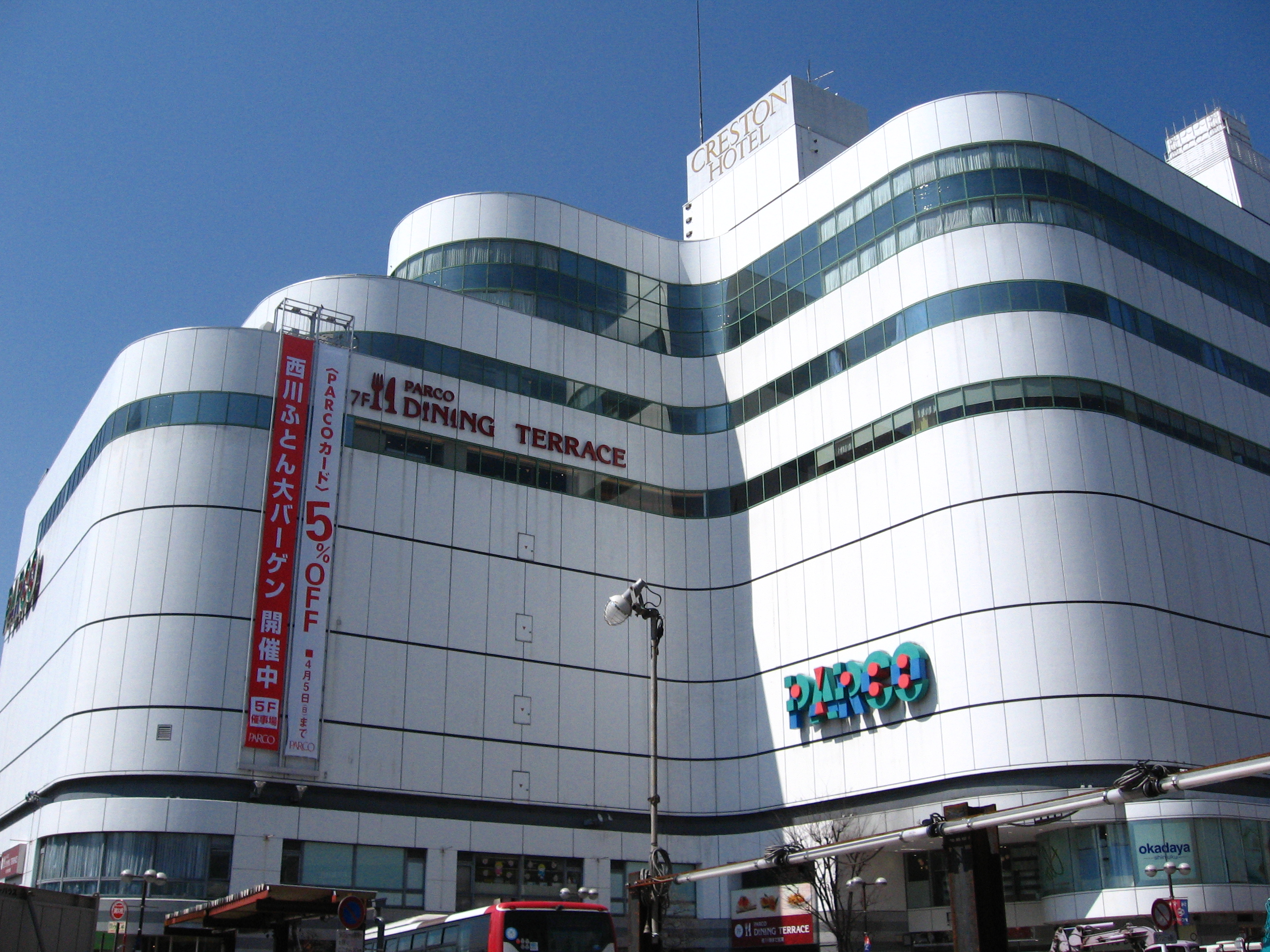
調布PARCO
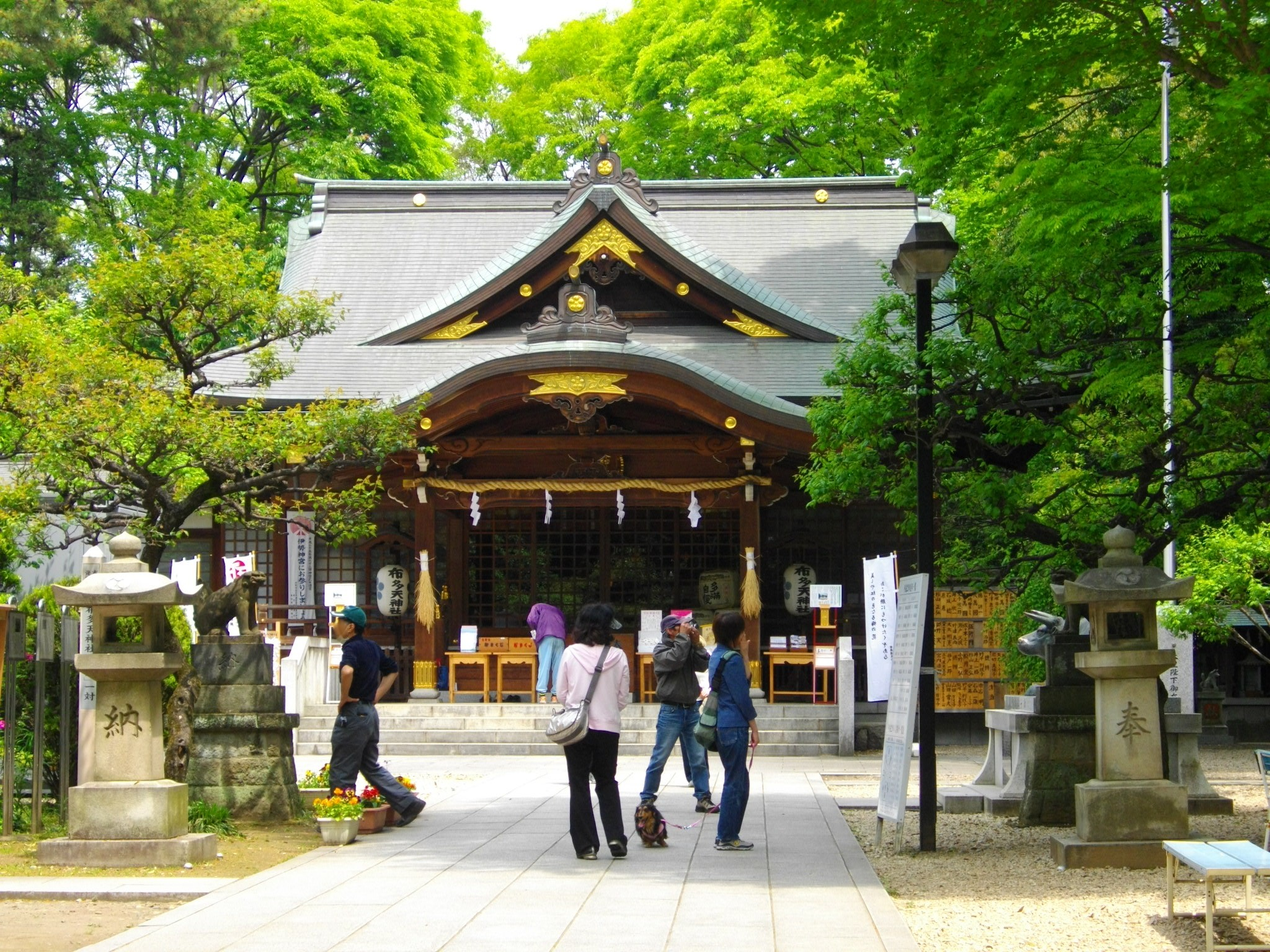
布多天神社
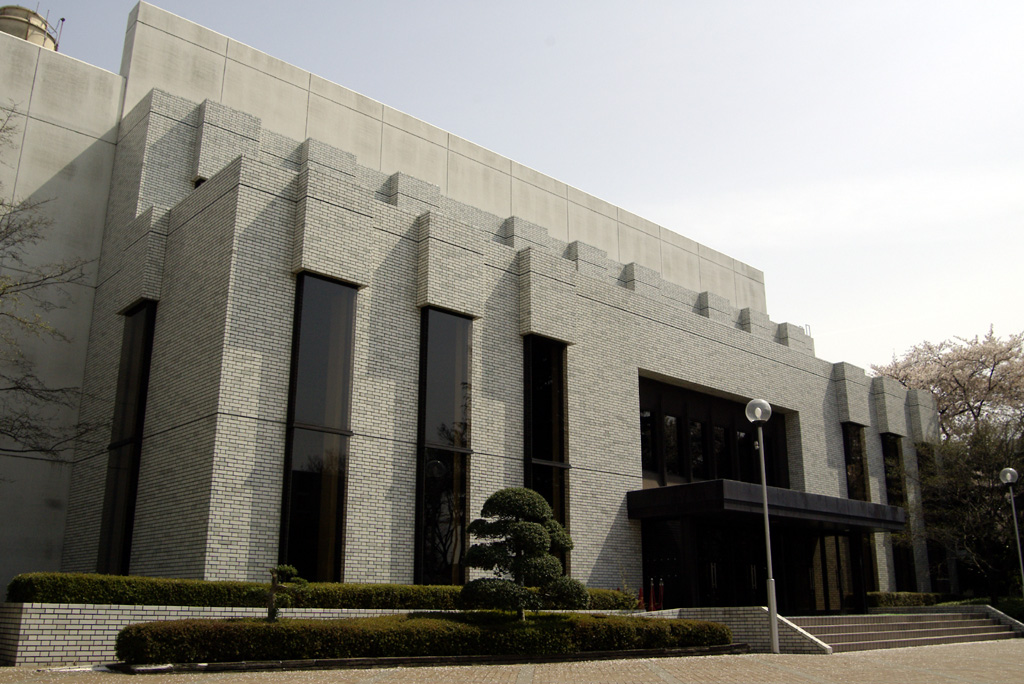
電氣通信大學

### 北口
- ABE BOXING GYM（日语：アベボクシングジム）
- 調布PARCO
  - 野島電器（日语：ノジマ）
- 三井住友銀行調布駅前支店
- 西友調布店
- 里索那銀行調布支店
- 布多天神社（日语：布多天神社）
- 電氣通信大學
- 桐朋學園大學音樂學部調布校區
- 東京都立調布特別支援學校
- 東京消防廳第八消防方面本部（日语：東京消防庁第八消防方面本部）調布消防署
- 調布站前郵便局
- 調布飛行場
- 日本微軟調布技術中新
  - Microsoft Development調布辦公室
- 水木製作

### 南口
- 調布市役所
- 調布市Green Hall（日语：調布市グリーンホール）
- 調布市文化會館小魚乾（たづくり）
  - 調布市立中央圖書館
  - 調布FM放送（日语：調布エフエム放送）
- 調布市役所前郵便局
- 調布Tokyu（日语：東急ストア）
- 調布南門大廈（日语：調布サウスゲートビル）
- 三菱東京UFJ銀行
  - 調布支店
  - 調布南支店

### 巴士路線

#### 南口
南口可搭乘小田急巴士、神奈川中央交通、京王巴士東。台編號為一碼。
各路線的營業所如下。
小田急巴士（小田急）：狛江營業所 (D) 町田營業所 (F)
神奈川中央交通（神奈中）：町田營業所（ま）
京王巴士東（京王）：調布營業所 (L)
| 1 | 小田急 D  | 調01 |                          | 往多摩川住宅       | 與京王的調01同路線。           |
| 1 | 京王 L    | 調01 |                          | 往多摩川住宅中央   | 與小田急的調01同路線。         |
| 1 | 京王 L    |      |                          | 往調布車庫         |                                |
| 2 | 小田急 D  | 成04 | 行經仙川站入口           | 往成城學園前站西口 |                                |
| 2 | 京王 L    | 丘31 | 行經慈惠醫大             | 往杜鵑丘站         |                                |
| 3 | 小田急 D  | 玉08 | 行經狛江站北口           | 往二子玉川站       |                                |
| 3 | 神奈中 ま | 鶴22 | 行經稻城市役所、若葉台站 | 往鶴川站           | 假日早上一班，不行經矢野口站。 |
| 3 | 小田急 F  | 柿24 | 行經矢野口站、稻城市役所 | 往柿生站北口       | 僅早上一班。                   |
| 3 | 小田急 D  | 澀26 | 行經狛江站北口、三軒茶屋 | 往澀谷站           |                                |
| 3 | 小田急 D  |      |                          | 往狛江營業所       |                                |
| 4 | 京王 L    | 調21 |                          | 往稻城市立醫院     | 一天僅一班。不行經矢野口站。   |
| 4 | 京王 L    | 調41 | 行經日活攝影所           | 往多摩川住宅西     |                                |
| 4 | 京王 L    | 調43 | 行經京王多摩川站         | 往飛田給站         | 調布市迷你巴士（鬼太郎巴士）   |
| 4 | 京王 L    | 調51 |                          | 往車返團地折返場   |                                |

- 深夜急行巴士：澀谷站→調布站南口、府中站（京王 L） ※僅下車
- 深夜急行巴士：新宿站西口（日语：新宿駅バスのりば）→調布站南口、府中站（京王） ※僅下車

#### 北口
北口可搭乘小田急巴士、京王巴士東、京王巴士中央、東京空港交通（利木津巴士）、京成Transit Bus。月台編號為兩碼。
各路線的營業所如下。
小田急巴士（小田急）：吉祥寺營業所 (A) 、世田谷營業所 (B) 、武藏境營業所 (C) 、狛江營業所 (D)
京王巴士東（京王）：調布營業所 (L)
京王巴士中央（京王）：府中營業所 (B)
東京空港交通
京成Transit Bus
| 11     | 小田急 D          | 調40 | 調布站北口始發       |                                            | 往調布飛行場                   |                                  |
| 11     | 小田急 C          | 鷹51 | 調布站北口始發       | 行經西野                                   | 往三鷹站、往武藏境營業所       |                                  |
| 11     | 小田急 D          | 境91 | 狛江站、狛江營業所發 | 行經天文台前、大澤                         | 往武藏境營業所、往武藏境站南口 |                                  |
| 11     | 小田急 D          | 境91 | 調布站北口始發       |                                            | 往狛江營業所                   |                                  |
| 11     | 小田急 C          | 境91 | 調布站北口始發       |                                            | 往武藏境營業所、往武藏境站南口 |                                  |
| 12     | 京王 L            | 調33 | 調布站北口始發       | 行經飛田給站北口                           | 往多磨站                       |                                  |
| 12     | 京王 B            | 武91 | 調布站北口始發       | 行經自動車試驗場、前原町                   | 往武藏小金井站南口             | 平日夜晚一班行駛至多磨靈園裏門。 |
| 12     | 京王 B            | 武93 | 調布站北口始發       | 行經自動車試驗場、貫井隧道                 | 往武藏小金井站南口             | 僅平日夜晚一班。                 |
| 12     | 京王、利木津      |      | 調布站北口始發       |                                            | 往羽田機場                     | 部分機場發車班次是往國分寺站。   |
| 12     | 京王、利木津      |      | 調布站北口始發       |                                            | 往成田機場                     |                                  |
| 12     | 京王、京成Transit |      | 調布站北口始發       |                                            | 往東京迪士尼渡假區             |                                  |
| 13     | 小田急 A          | 吉05 | 調布站北口始發       | 行經杏林大學醫院前、新川                   | 往吉祥寺站 (※)                 |                                  |
| 13     | 小田急 A          | 吉06 | 調布站北口始發       | 行經神代植物公園前、新川                   | 往吉祥寺站 (※)                 |                                  |
| 13     | 小田急 C          | 調31 | 調布站北口始發       | 行經神代植物公園前、野崎八幡、天文台前     | 往調布站北口                   | （循環）                         |
| 13     | 小田急 C          | 調32 | 調布站北口始發       |                                            | 往武藏境營業所                 |                                  |
| 13     | 小田急 C          | 鷹56 | 調布站北口始發       | 行經神代植物公園前                         | 往塚、三鷹站                   |                                  |
| 14     | 小田急 A          | 吉14 | 調布站北口始發       | 行經布田、八雲台、三鷹市役所前、下連雀     | 往吉祥寺站 (※)                 | 與京王的吉14同路線。             |
| 14     | 京王 L            | 吉14 | 調布站北口始發       | 行經布田、八雲台、西原、三鷹市役所、下連雀 | 往吉祥寺站 (※)                 | 與小田急的吉14同路線。           |
| 14     | 京王 L            | 調34 | 調布站北口始發       | 行經神代植物公園                           | 往深大寺                       | （循環）                         |
| 14     | 小田急 A          | 調35 | 調布站北口始發       | 行經布田、八雲台、西原、晃華學園           | 往杏林大學醫院                 | 與京王的調3同路線。              |
| 14     | 京王 L            | 調35 | 調布站北口始發       | 行經布田、八雲台、西原、晃華學園           | 往杏林大學醫院                 | 與小田急的調35同路線。           |
| 14     | 京王 L            | 調36 | 調布站北口始發       | 行經武蔵野市場                             | 上之原循環                     | 調布市迷你巴士北路線（循環）     |
| 14     | 京王 L            | 調37 | 調布站北口始發       | 行經武蔵野市場                             | 往都營深大寺住宅               | 調布市迷你巴士北路線（循環）     |
| 西友前 | 小田急 D          | 境91 | 武藏境站南口始發     | 行經國領站、慈惠第三醫院前                 | 往狛江營業所、往狛江站         |                                  |
| 西友前 | 小田急 B          |      | 讀賣樂園始發         |                                            | 往新宿站西口                   | 僅假日、季節營運。               |

※往吉祥寺站的夜間班次為停靠「吉祥寺站中央口」。

#### 其他
- 舊甲州街道上有調布銀座與調布巴士站。
- 本站可搭乘明治大學附屬明治高等學校、中學校（日语：明治大学付属明治高等学校・中学校）的學生巴士。

## 相鄰車站
京王電鐵
 京王線
■特急
明大前（KO06）－調布（KO18）－府中（KO24）
■準特急
千歲烏山（KO12）－調布（KO18）－府中（KO24）
■急行、■區間急行
杜鵑丘（KO14）－調布（KO18）－東府中（KO23）
■快速（西調布方向自此站起各站停車）
杜鵑丘（KO14）－調布（KO18）－西調布（KO19）
■各站停車
布田（KO17）－調布（KO18）－西調布（KO19）
 相模原線
■特急
明大前（京王線）（KO06）－調布（KO18）－京王稻田堤（KO36）
■準特急
千歲烏山（KO12）－調布（KO18）－京王稻田堤（KO36）
■急行
杜鵑丘（京王線）（KO14）－調布（KO18）－京王稻田堤（KO36）
■區間急行、■快速（京王多摩川方向自此站起各站停車）
杜鵑丘（京王線）（KO14）－調布（KO18）－京王多摩川（KO35）
■各站停車
布田（京王線）（KO17）－調布（KO18）－京王多摩川（KO35）

## 外部連結
- 調布 - 京王電鐵

35°39′6.7″N 139°32′39.8″E / 35.651861°N 139.544389°E